# Liste der Monuments historiques in Toulon-sur-Allier
Die Liste der Monuments historiques in Toulon-sur-Allier führt die Monuments historiques in der französischen Gemeinde Toulon-sur-Allier auf.

## Liste der Bauwerke
| Bezeichnung                 | Beschreibung                       | Standort | Kennzeichnung | Schutzstatus | Datum | Bild           |
| --------------------------- | ---------------------------------- | -------- | ------------- | ------------ | ----- | -------------- |
| Château de Montchenin       | Schloss, erbaut im 18. Jahrhundert | (Lage)   | PA00093317    | Inscrit      | 2000  |                |
| Kirche Ste-Marthe-St-Martin | Erbaut im 11./12. Jahrhundert      | (Lage)   | PA00093318    | Inscrit      | 1926  | weitere Bilder |

## Liste der Objekte
| Bezeichnung                                                    | Beschreibung                                 | Standort                       | Kennzeichnung | Schutzstatus | Datum | Bild |
| -------------------------------------------------------------- | -------------------------------------------- | ------------------------------ | ------------- | ------------ | ----- | ---- |
| Skulptur Christus am Kreuz                                     | Holz, polychrom gefasst, 15. Jahrhundert (?) | in der Kirche St-Martin (Lage) | PM03001448    | Inscrit      | 1989  |      |
| Heiligenskulptur (Foto in der Base Palissy)                    | Holz, polychrom gefasst, 17. Jahrhundert     | in der Kirche St-Martin (Lage) | PM03000535    | Classé       | 1964  |      |
| Skulptur des Apostels Andreas (Foto in der Base Palissy)       | Holz, polychrom gefasst, 17. Jahrhundert     | in der Kirche St-Martin (Lage) | PM03000536    | Classé       | 1964  |      |
| Skulpturgruppe Unterweisung Mariens (Foto in der Base Palissy) | Holz, polychrom gefasst, um 1700             | in der Kirche St-Martin (Lage) | PM03001392    | Inscrit      | 1975  |      |
| Skulptur Madonna mit Kind                                      | Stein, um 1500                               | in der Kirche St-Martin (Lage) | PM03000534    | Classé       | 1950  |      |
| Skulptur Madonna mit Kind (Fotos in der Base Palissy)          | Holz, vergoldet, Ende des 18. Jahrhunderts   | in der Kirche St-Martin (Lage) | PM03001391    | Inscrit      | 1975  |      |